# Mira Lobe
Mira Lobe (hebreu: מירה לובה, nascuda Hilde Mirjam Rosenthal; 17 de setembre de 1913, a Görlitz, Silèsia (Alemanya) - 6 de febrer de 1995, a Viena) va ser una escriptora austríaca de més d'un centenar de llibres infantils.
De família jueva, durant la invasió nazi va haver de fugir del seu país per anar a Palestina. Acabada la guerra es va instal·lar a Viena (Àustria) i va adoptar la nacionalitat austríaca.
Les seves obres contenen sempre un toc d'humor, jocs de paraules, la connexió entre realitat i fantasia i destaquen sempre el compromís humà i social, la defensa dels drets dels nens i de la tolerància i la comprensió per les debilitats i la feblesa. Les il·lustracions dels seus llibres són sovint obra de l'artista gràfica Susi Weigel, i han estat traduïdes a molts idiomes. Mira Lobe va ser guionista de la pel·lícula Children´s Island (1984).
Ha guanyat el Premi Nacional de Literatura Juvenil d'Àustria (1958 i 1965) i també ha obtingut en quatre ocasions (1961, 1965, 1968 i 1970) el Premi Ciutat de Viena. Al mes de setembre de 2003, quan hauria celebrat el seu 90è aniversari, la Societat austríaca d'investigació en literatura infantil i juvenil va convocar el Simposi internacional Mira Lobe.

## Obra traduïda al català
- L'amiga del bandoler: A la Mathilde li agrada inventar-se històries. Sovint s'imagina que és l'amiga d'un bandoler i que tots dos lluiten contra la fam, la pobresa i la injustícia. Amb aquestes històries, d'una banda s'allunya momentàniament de la seva vida quotidiana, dels problemes que té a casa i a l'escola, i de l'altra s'apropa a tota la gent que pateix al món.
- El fantasma del palau
- L'Ingo i el Dragó
- El rei Túnix
- Berni
- El nas de Moritz: Un bon dia, en Moritz es desperta amb una estranya sensació al nas. De seguida descobreix que pot olorar-ho tot, fins als pensaments i els sentiments de les persones. Malgrat que la seva amiga Dul·la, de vuit anys, creu que el nas d'en Moritz és meravellós, aviat arribaran les complicacions en aquest relat de fantasia.
- El club dels Óssos
- Qui hi viu, al bosc?
- El cas d'en Heinrich
- Fridolí segrestat i altres contes